# Sansevieria roxburghiana
Sansevieria roxburghiana là một loài thực vật có hoa trong họ Măng tây. Loài này được Schult. & Schult.f. miêu tả khoa học đầu tiên năm 1829.